# ام‌وی بوت
ام‌وی بوت (به انگلیسی: MV Bute) یک کشتی است که طول آن 72 m می‌باشد. این کشتی در سال ۲۰۰۵ ساخته شد.